# Continuité des religions européennes antiques
 (novembre 2020).
- Si vous ne connaissez pas le sujet, laissez ce bandeau (vous pouvez alors contacter les auteurs).
- Si vous supprimez le contenu mis en cause (vous pouvez préalablement contacter les auteurs),

argumentez précisément cette suppression dans la page de discussion
(un manque de référence n'est pas un argument ; une recherche réelle de référence doit avoir été effectuée, être formellement documentée).
 (novembre 2020).
Si vous disposez d'ouvrages ou d'articles de référence ou si vous connaissez des sites web de qualité traitant du thème abordé ici, merci de compléter l'article en donnant les références utiles à sa vérifiabilité et en les liant à la section « Notes et références ».
 (novembre 2022).
Motif : Un plan n'aidant pas à montrer la continuité, une bibliographie à mieux utiliser comme sources, une liste d'articles connexes aux connexions inévidentes, WP:INTRO pas vraiment respecté, peut-être WP:STYLE, et le reproche d'approximations en page de discussion
Les peuples européens de l'Antiquité, rendaient des cultes polythéistes. Lors de leurs conversions au christianisme (christianisation), une part de leur culture fut intégrée à la culture chrétienne (inculturation).

## Religion grecque

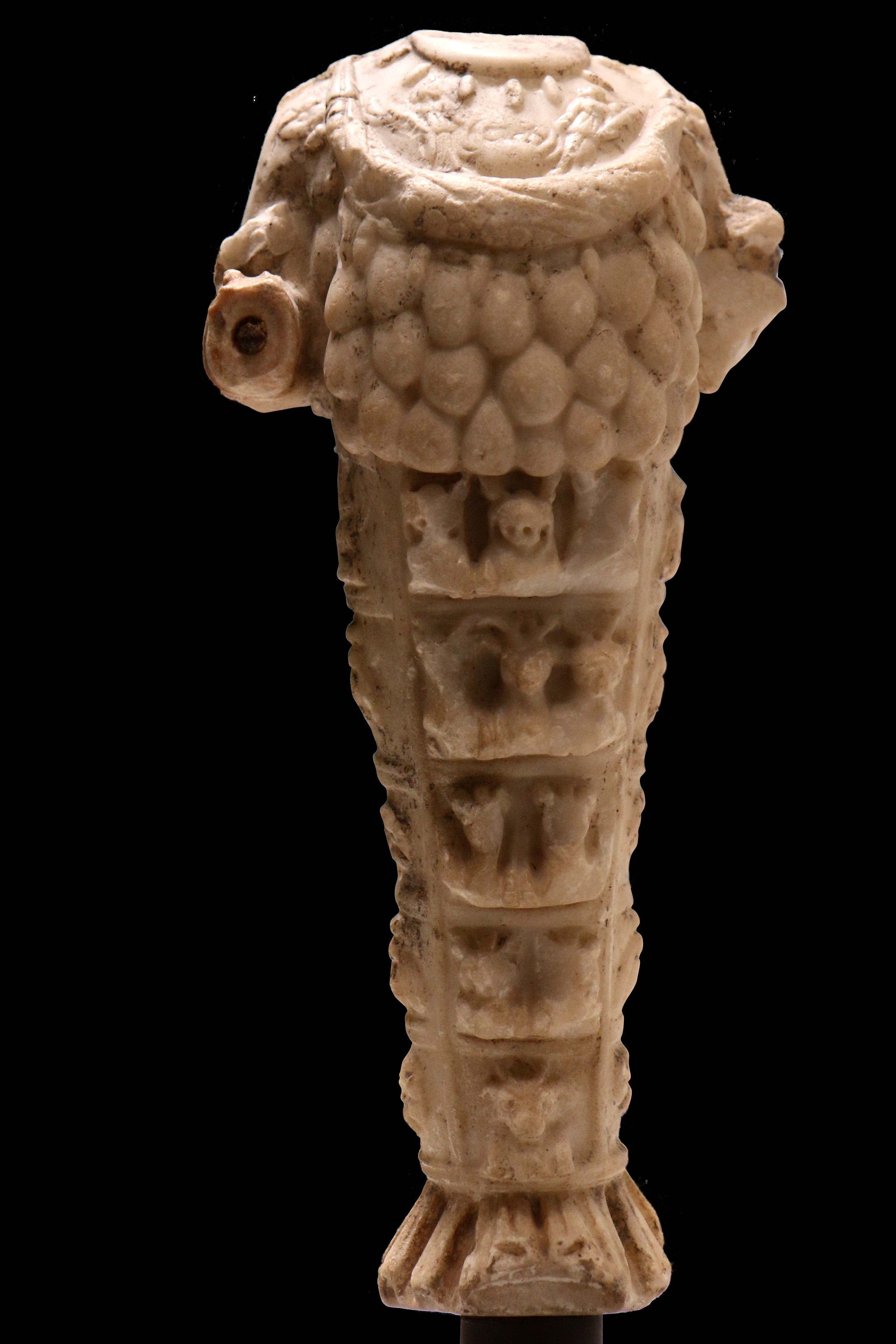
Artémis d'Éphèse, déesse polymaste, au Musée d'histoire de Marseille

### Artémis d'Éphèse
À Marseille, Notre-Dame-de-la-Garde (en provençal, Nostro-Damo de la Gardo), souvent surnommée « la Bonne Mère » (la Boueno Maire en provençal), est une des basiliques mineures de l'Église catholique romaine. La colline Notre-Dame-de-la-Garde constitue un site classé depuis 1917. Le culte rendu à la bonne mère serait l'héritier de celui que rendait les phocéens de Massalia à Artémis d'Éphèse, qui après le concile d'Éphèse devint le prototype de la vierge Marie[source insuffisante].
Strabon indique que c'est sur l'emplacement des Saintes-Maries-de-la-Mer que les mêmes érigèrent un temple à Artémis. Il explique que les Massaliotes, « désirant marquer de toutes les manières que cette région leur appartenait, (…) ont là aussi construit un sanctuaire d'Artémis d'Éphèse, affectant à cet effet une langue de terre formant île entre les bouches du fleuve ». Un temple similaire fut bâti à Avenio, l'actuelle Avignon[source insuffisante].

### Isis
Dans la cité hellénisée de Catane, en Italie, une dénommée Agathe fut martyrisée par ablation des seins. Dans sa Chronique des derniers païens, Pierre Chuvin relate que la déesse Isis, protectrice de Catane, considérée comme la « bonne déesse » (Agathè Daimôn) fut, dès que le christianisme devint la religion dominante, remplacée par sainte Agathe.

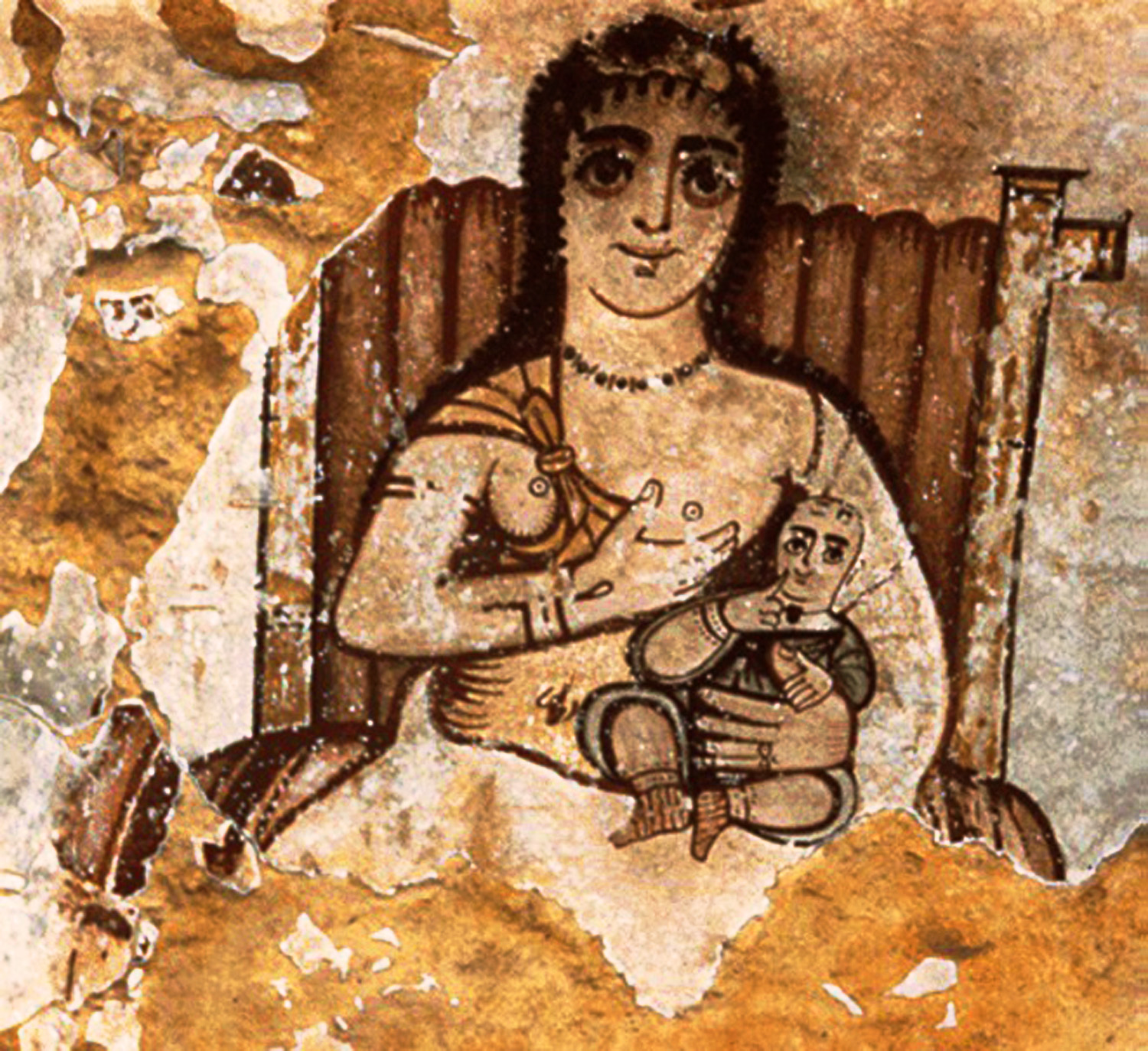
Isis lactens, dite Agathé daimôn, allaitant Harpocrate, avatar d'Horus.

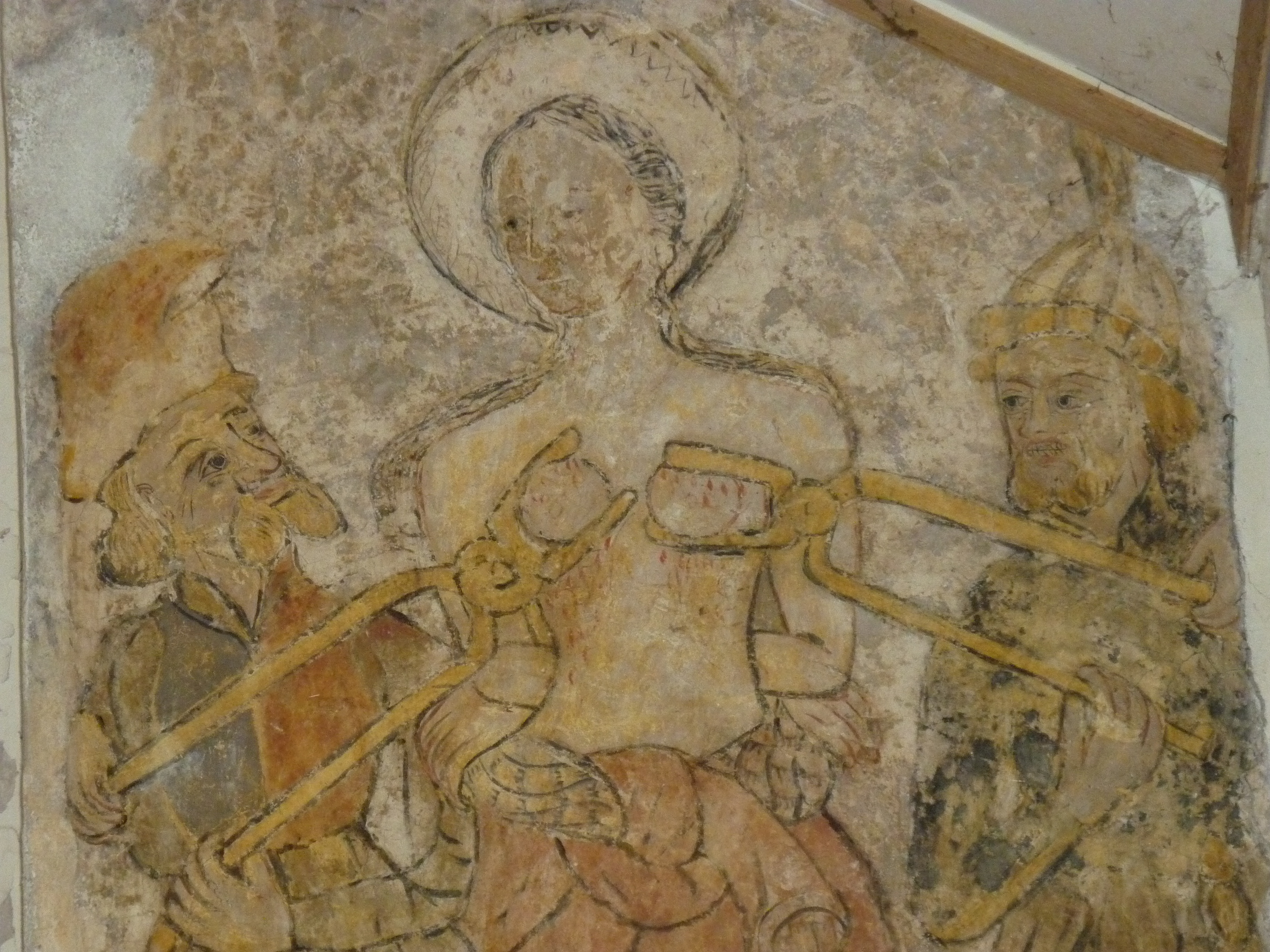
Peinture murale du martyre de sainte Agathe (fin du XVe siècle)

Pierre Sauzeau, qui professa à l'Université Paul Valéry – Montpellier III, explique comment Agathe devint l'héritière d’Isis à Catane. La déesse Isis, venue d'Égypte, y assumait les fonctions de protectrice de la navigation ; elle portait l’épithète d’Euploia, en grec ancien Εὔπλοια, qui donne une heureuse navigation, ou Ploiaphèsa. Elle était fêtée au cours d'une procession carnavalesque qui perdura jusqu'au VIe siècle et au cours de laquelle on lui offrait du lait dans des seaux en forme de sein. Quand Agathe la détrôna, ce furent désormais ses seins mutilés qui furent mis à l'honneur.

### Le 5 février
Cette inculturation prit un autre aspect quand le culte d'Agathe de Catane s'étendit de la Provence au Languedoc. Devenue Santo Gato (santa Gata en graphie occitane classique), littéralement « Sainte Chatte », par un glissement sémantique classique impliquant l'aphérèse du a, la sainte aux seins coupés acquit des prétendus pouvoirs sur les éléments et les saisons. Fêtée, le 5 février, date présumée de son martyre, elle était invoquée contre les feux du ciel et les fléaux du temps. Fernand Benoit indique que cette date du 5 février était marqué par des rites de sorcellerie pour accélérer le passage de l'hiver au printemps. Par association avec les rituels supposés où les sorcières provoquaient orages et tempêtes en faisant tourbillonner l’eau d’un étang ou même d’un récipient quelconque, il était interdit de faire la lessive le jour de la fête de sainte Agathe.

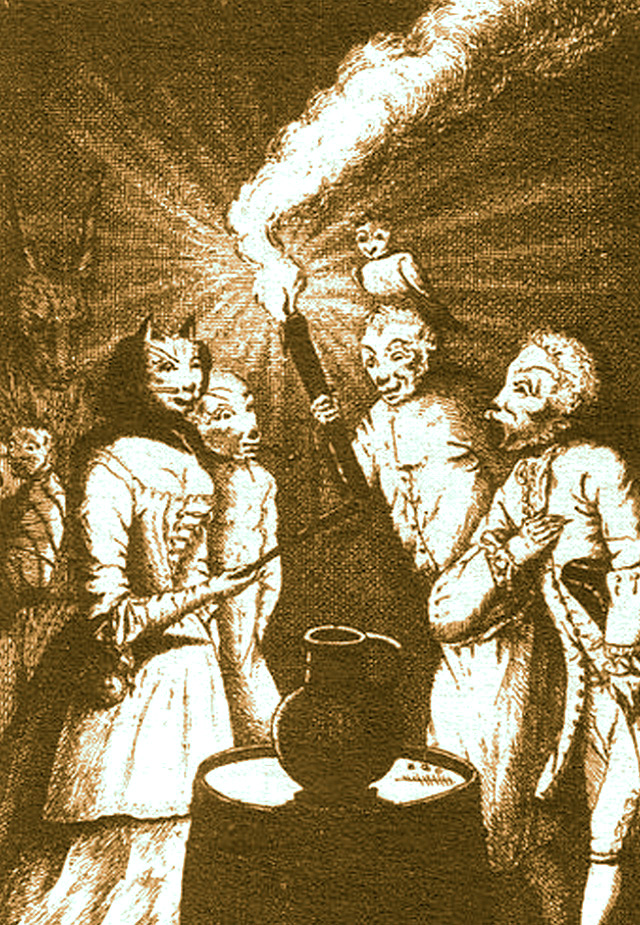
Sainte Agathe, devenue Santo Gato, jetant ses sorts et ses maléfices lors de la nuit du 4 au 5 février

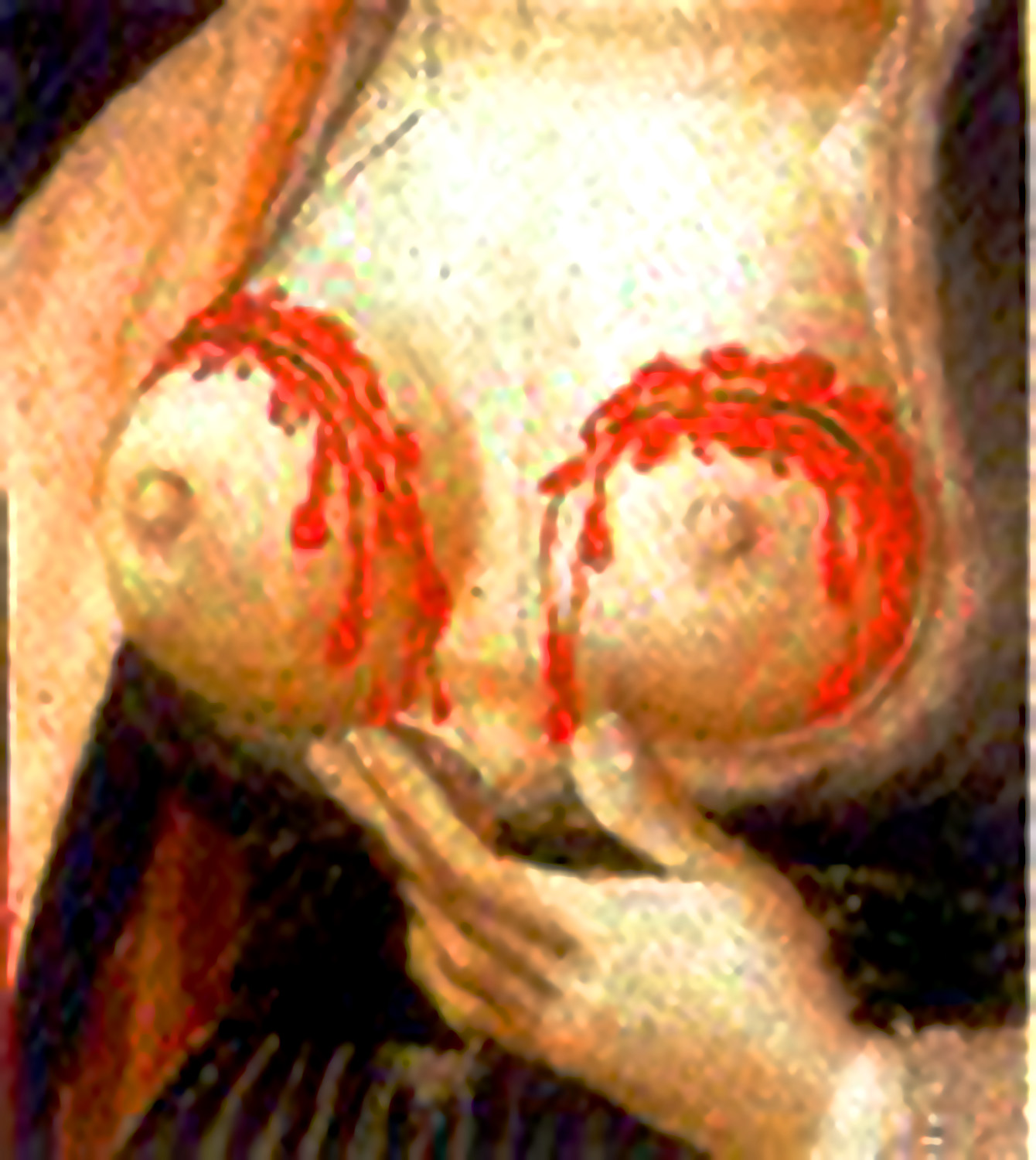
Sainte Agathe présentant ses seins coupés, détail du retable de saint Jean-Baptiste de Jacques Durandi

Par contre, la veille, il était conseillé de mettre les mains dans le pétrin pour faire du pain en l'honneur de la sainte. Les pains de Sainte-Agathe étaient cuits au four, le 4 février, pour être bénis le lendemain au cours de la messe. Ils sont proches, par leur forme, des cassateddi di Sant'Aita ou minni di Sant'Aita, gâteaux réalisés à Catane pour la fête de la sainte. Cette tradition des pains de la sainte est toujours vivace à Mons dans le Var où un bas-relief de ses seins figure même à la base du rempart du village.
Cette bénédiction des pains provenait de la tradition erronée qu'Agathe de Catane, dans ses représentations, portait sur un plateau des miches de pain. Pour préserver l'efficacité de son intercession, il était interdit aux ménagères de faire des miches le jour de sa fête. Car la sainte était censée, tous les 5 février, apparaître sous la forme d'un chat pour venir punir les femmes qui lui avaient déplu en travaillant en ce jour. Solennellement bénis, après la consécration, ces petits pains devenaient ainsi les pains de Sainte-Agathe, réputés particulièrement efficaces pour préserver gens et biens contre l'incendie et la foudre.

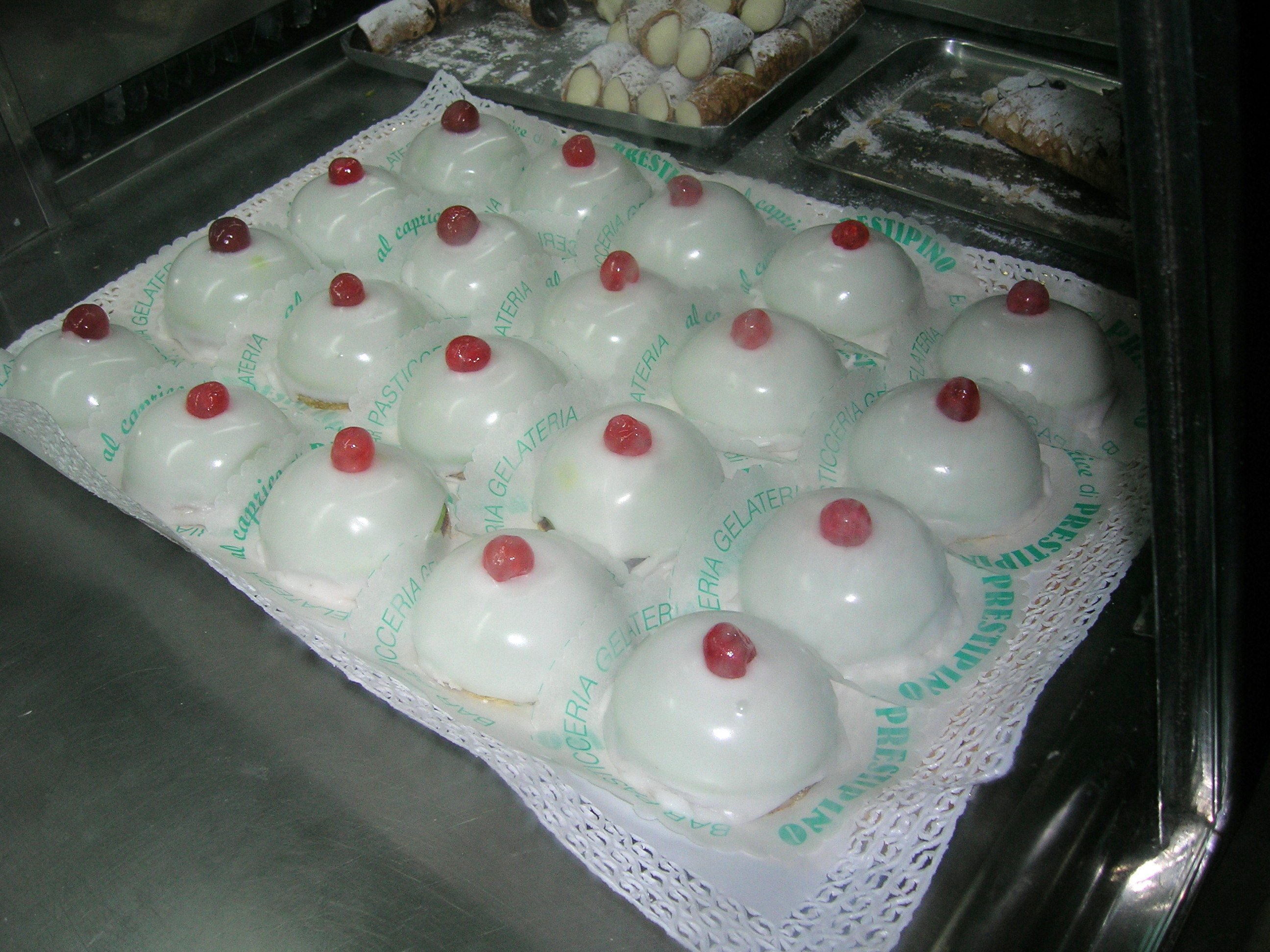
Minni di Sant'Aita de Catane
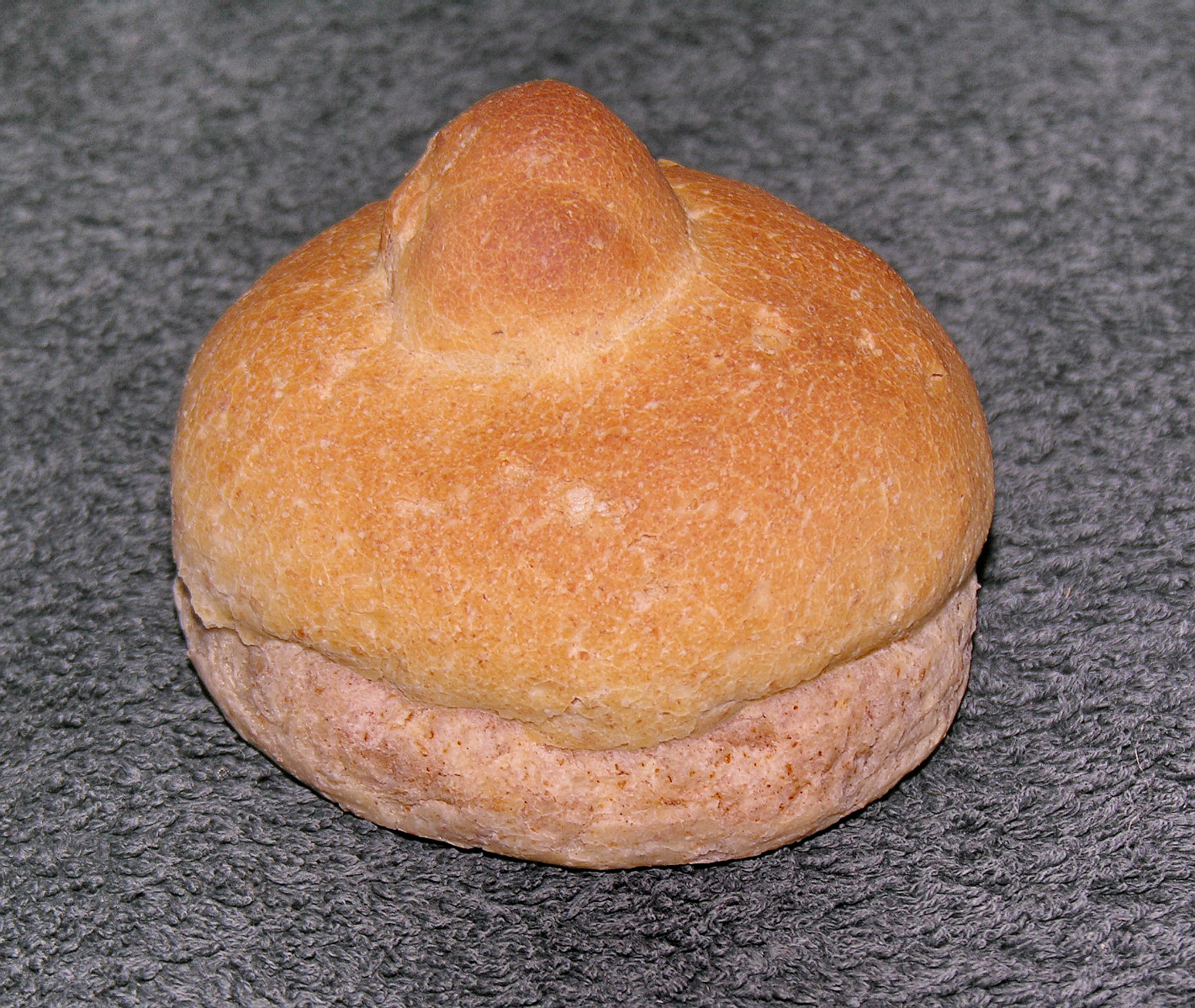
Pain de sainte Agathe de Mons
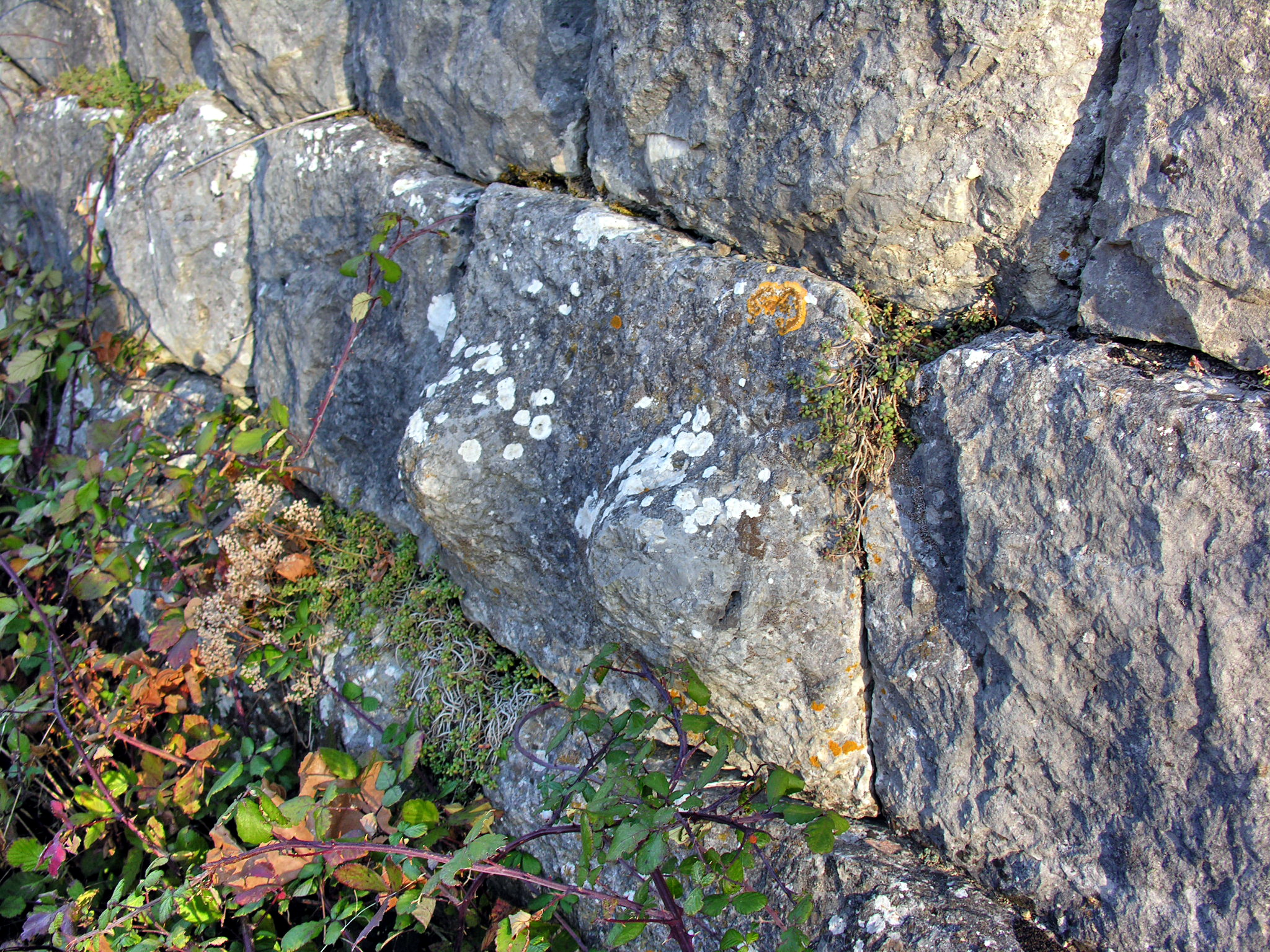
Figuration sculptée des seins de sainte Agathe dans les remparts de Mons

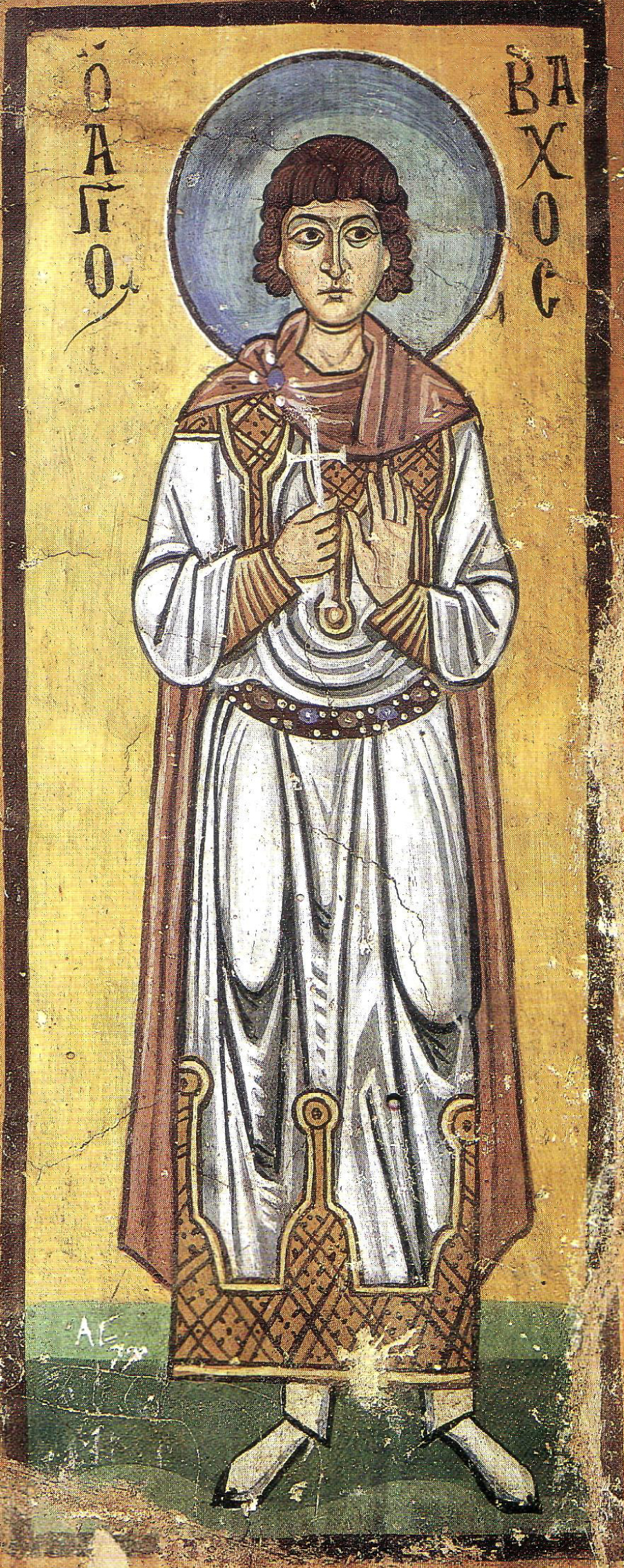
Saint Bacchus

### Les prénoms
Denis est dérivé du nom de Dionysos, le dieu grec de l'ivresse.[réf. souhaitée]

## Religion romaine

### Le Saint-Vinage de Boulbon
En Provence, a lieu chaque année le Saint-Vinage de Boulbon, fête mi-bacchique, mi-catholique, qui se déroule en la chapelle Saint-Marcellin de Boulbon. Elle est placée sous le patronage d'un saint Marcellin  réputé être aussi « bon pèr l'aigo et bon pèr lou vin ».
Les festivités commencent le 1er juin, à la tombée de la nuit, et excluent toute présence féminine. Seuls les hommes s'entassent dans la chapelle de saint Marcellin, une bouteille emplie de vin à la main. Le garde champêtre de la commune est chargé d'apporter un panier plein de litres de vin réservés au clergé et à la municipalité.
Lors de la messe, sont lues les « Noces de Cana », tiré de l'Évangile selon Jean, puis le prêtre se doit d'annoncer : « Durbès vosti fiolo pèr la benedicioun dou vin di malaut ». À ce signal, tous les hommes brandissent leur bouteille pour la bénédiction puis en boivent une rasade car ce vin est devenu souverain contre toute maladie. Frédéric Mistral y voyait une réminiscence d'un culte bachique. Il pourrait se situer dans la droite ligne de ces « messes à Bacchus » encore célébrées en Bourgogne au cours de la période médiévale.

### Saint Valentin

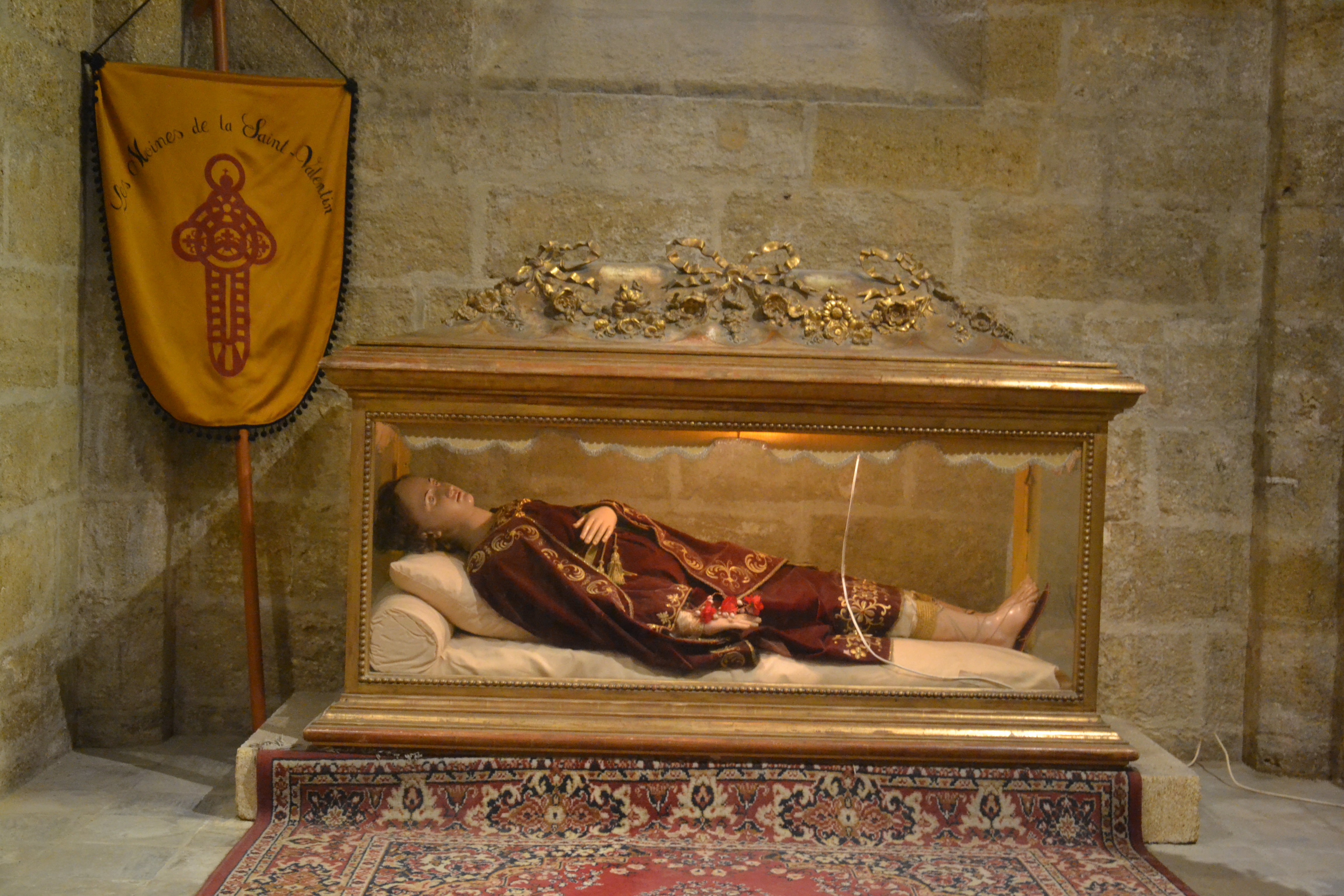
Chasse de saint Valentin en la collégiale saint Jean-Baptiste à Roquemaure

Les Lupercales, dont la fête est la précédente historique du carnaval, à la mi-février, fut remplacée par la Saint-Valentin par le pape Gélase Ier. Son caractère de fête de la fécondité a été conservé et Saint Valentin fut désigné patron des amoureux.

### Carnaval
Le mot « carnaval » apparaît sous cette forme en français en 1549 pour exprimer le sens de « fête donnée pendant la période du carnaval ». Il vient de l'italien carnevale ou carnevalo. Il a pour origine carnelevare, un mot latin formé de carne « viande » et levare « enlever ». Il signifie donc littéralement « entrée en carême ». Ce mot se retrouve toujours dans « caramentran » en provençal.

### Le soleil invaincu

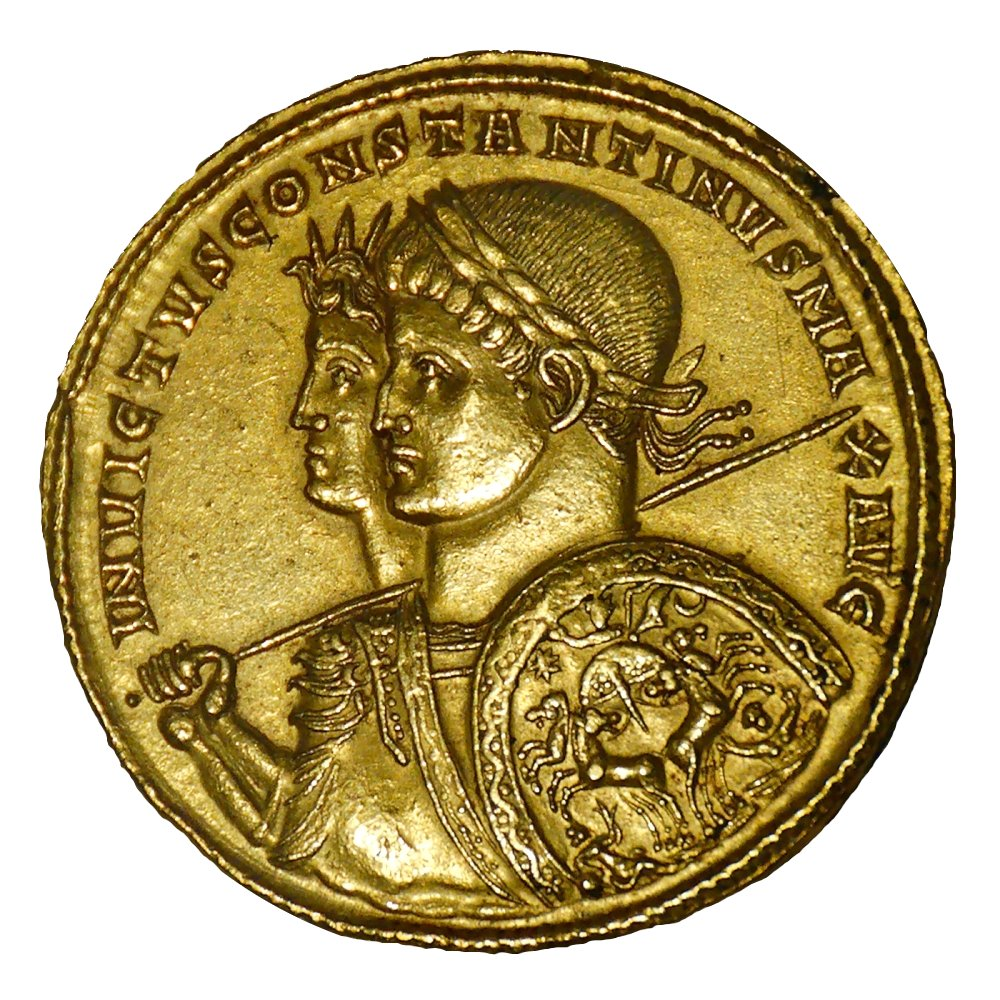
Pièce de monnaie en or représentant Constantin et Sol Invictus.

La fête du Sol Invictus était le 25 décembre. Constantin Ier, le premier empereur romain converti au christianisme, fut au début de son règne adepte du Soleil invaincu, comme en témoignent ses émissions monétaires. Celui-ci a fait du dimanche, qui était le « jour de Sol » (Solis dies, un jour de repos en hommage au Sol Invictus par une loi du 7 mars 321.
Le dimanche fut par la suite rennommé dies Dominicus : « jour du Seigneur ».
Durant la christianisation de l'Empire romain, la célébration de la naissance de Jésus de Nazareth le 25 décembre par les chrétiens de Rome a progressivement remplacé le culte de Sol Invictus,. L'édit de Thessalonique de 380 décrété par Théodose Ier interdit définitivement le culte de Sol Invictus faisant du 25 décembre une fête exclusivement chrétienne.

### La bûche de Noël

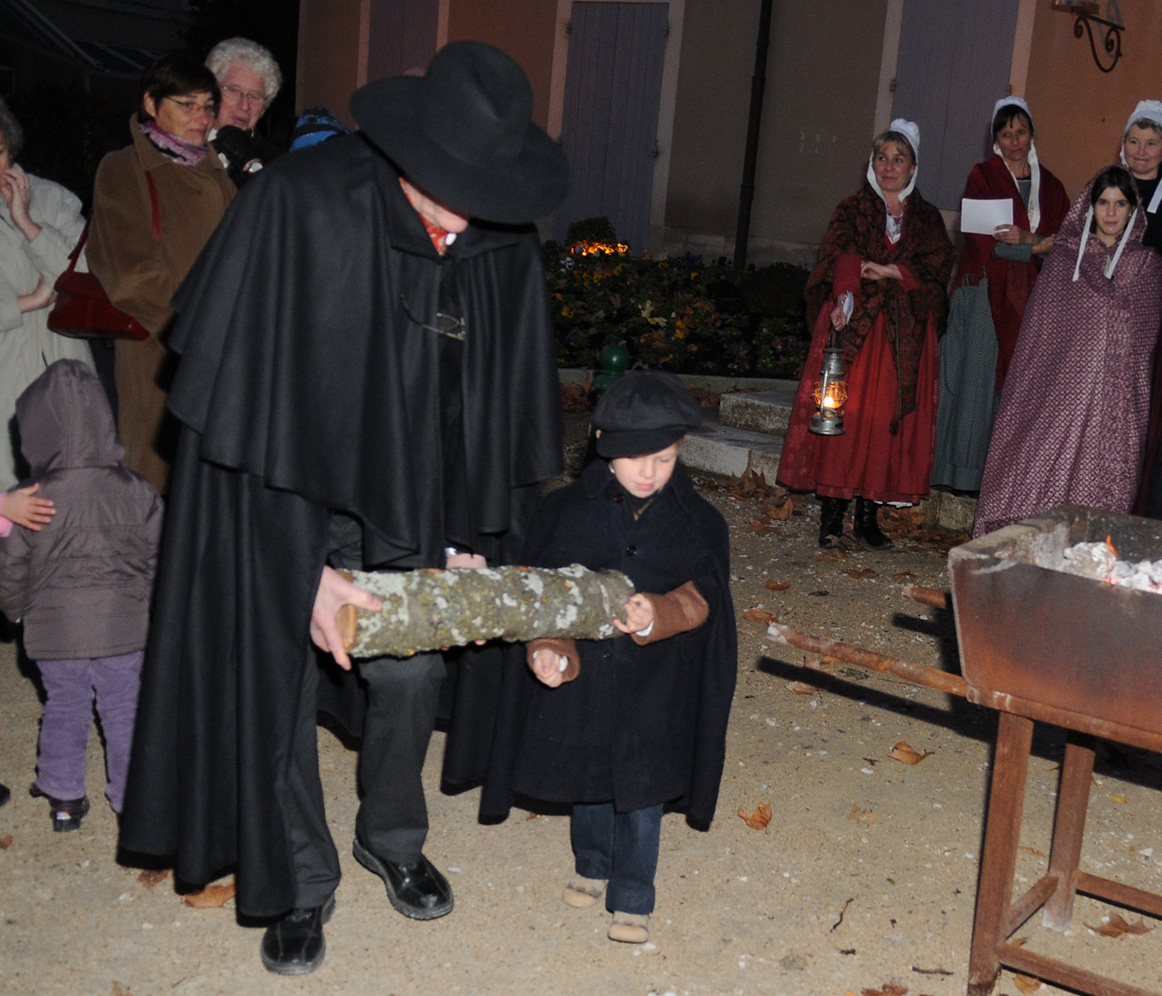
Lou grand et lou pitchoun au cacho fio

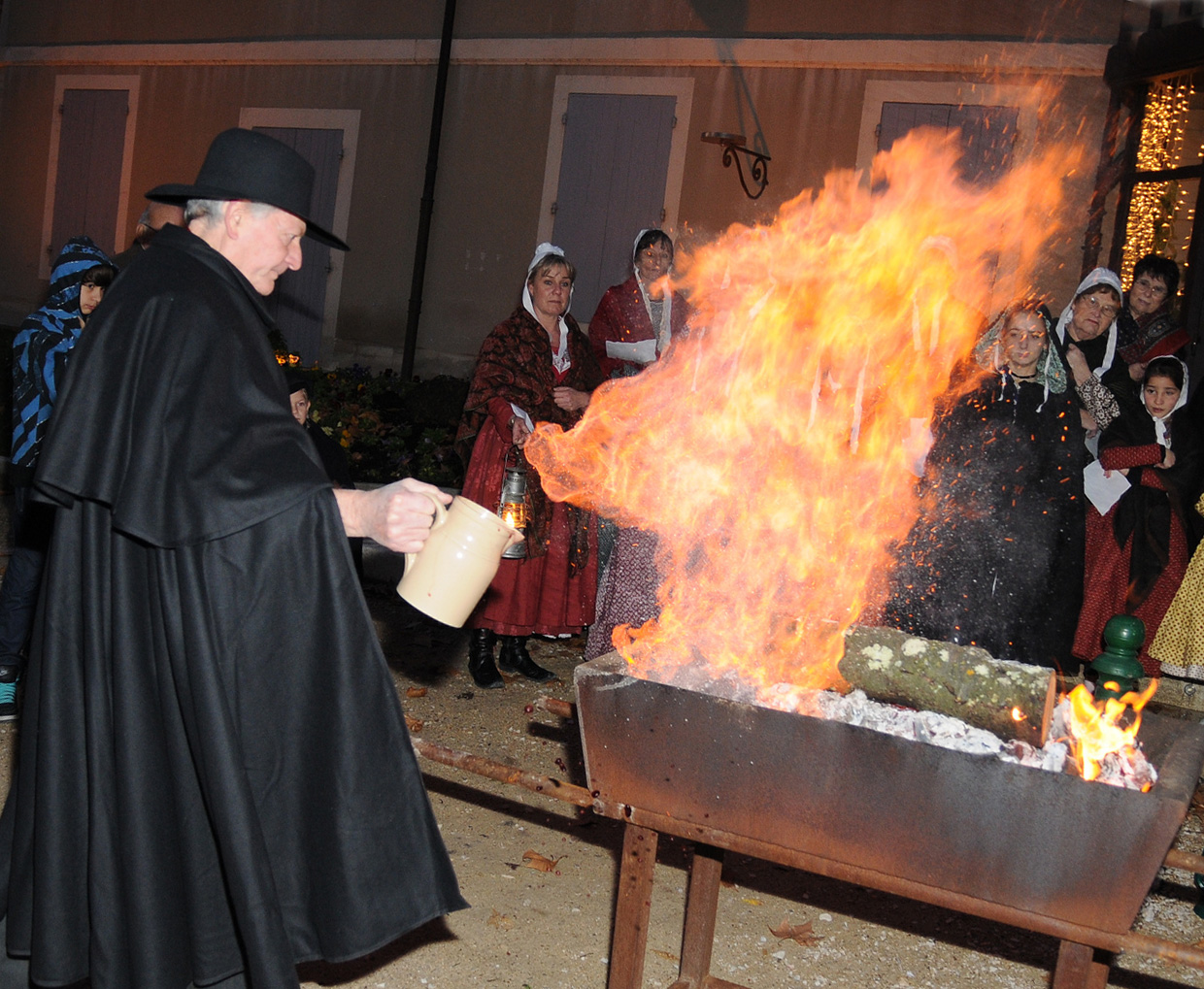
Embrasement de la bûche du cacho fio

En Provence, la soirée de Noël commençait par l'ancienne coutume païenne du cacho fio. Cet allumage rituel de la bûche de Noël (calendau, en provençal) correspondait à un rite du feu caché et présageait le retour du feu neuf, le feu du premier soleil de la nouvelle année.
La cérémonie avait lieu devant la cheminée avant de se mettre à table pour le gros souper. Le plus jeune et le plus vieux portaient ensemble une bûche d’un arbre fruitier (poirier, cerisier, olivier) qui devait brûler pendant trois jours et trois nuits. Ils devaient faire trois fois le tour de la table recouverte de ses trois nappes. Une triple libation sur la bûche était ensuite pratiquée par le plus jeune de l'assemblée, avec du vin cuit.

### Noms des mois
Chez les anciens romains, les mois étaient majoritairement nommés d'après un dieu. Par exemple : janvier vient du dieu Janus ; mars du dieu de même nom, le dieu de la guerre ; mai vient de maïa, la déesse mère ; juin est dédié à Junon.

### Noms hebdomadaires
Les sept jours de la semaine correspondaient aux sept « astres errants ».

### Les noms de personne
Les prénoms théophores :
- Marcel, Martial, Marc, Martin sont originellement dédiés à Mars.

### Le titre de Pontifex maximus
Ce titre était originellement porté par le grand prêtre à la tête du collège des pontifes dans la Rome antique. Le mot « pontife » signifie « celui qui fait le pont », ici dans le sens d'intermédiaire entre le monde divin et le monde terrestre.

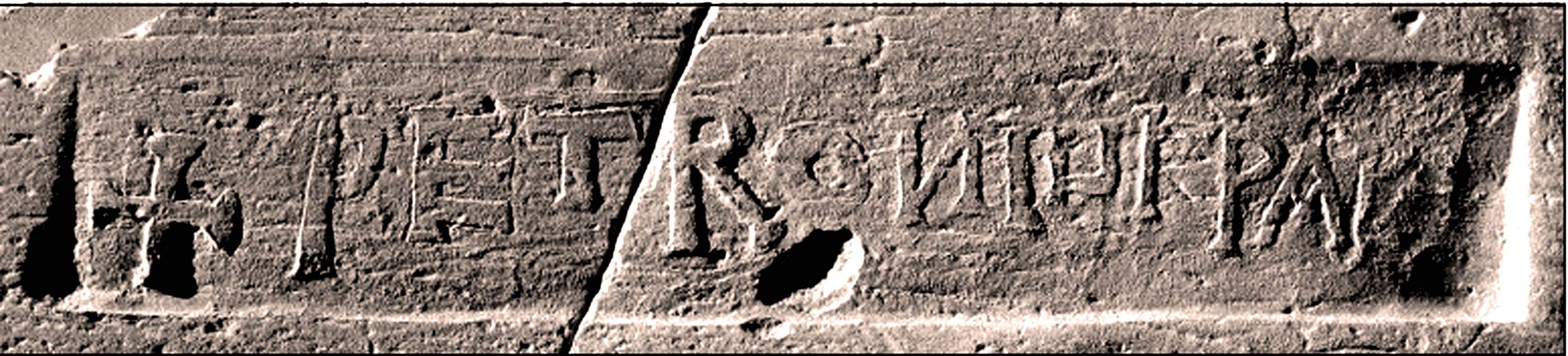
Fragment de tegula, trouvée à Mirabel-aux-Baronnies, nommant PETRONIUS PAP(E) F. qui fut abbé du monastère du Groseau

Il a été attribué au pape en 642, que l’on appelle encore « souverain Pontife ». Ce titre honorifique permettait de différencier l'évêque de Rome des autres évêques ou abbés du monde chrétien qui pouvaient porter alors le titre de pape.[réf. souhaitée]

## Religion des Celtes
De nombreux éléments des mythologies celtiques (gauloise, irlandaise, bretonne) ont été repris par l'Église.

### Les lieux de cultes
- Des lieux de cultes pré-chrétiens furent christianisés avec l’implantation d'un édifice chrétien (basilique, chapelle, croix) ou par association à des saints chrétiens. La cathédrale Saint-Pierre-et-Saint-Paul de Nantes ou la cathédrale Notre-Dame de Chartres par exemple. En Bretagne on trouve ainsi plusieurs chapelles au sommet de collines isolées dédiées à saint Michel.
- Des lieux naturels tels que les sources et certains arbres étaient vénérés par les Celtes et placés sous la protection d'un dieu. Certains sanctuaires naturels ont par la suite été liés à un saint local et des miracles survenus dans ces lieux ont été parfois attribués au saint patron.

### Les dieux

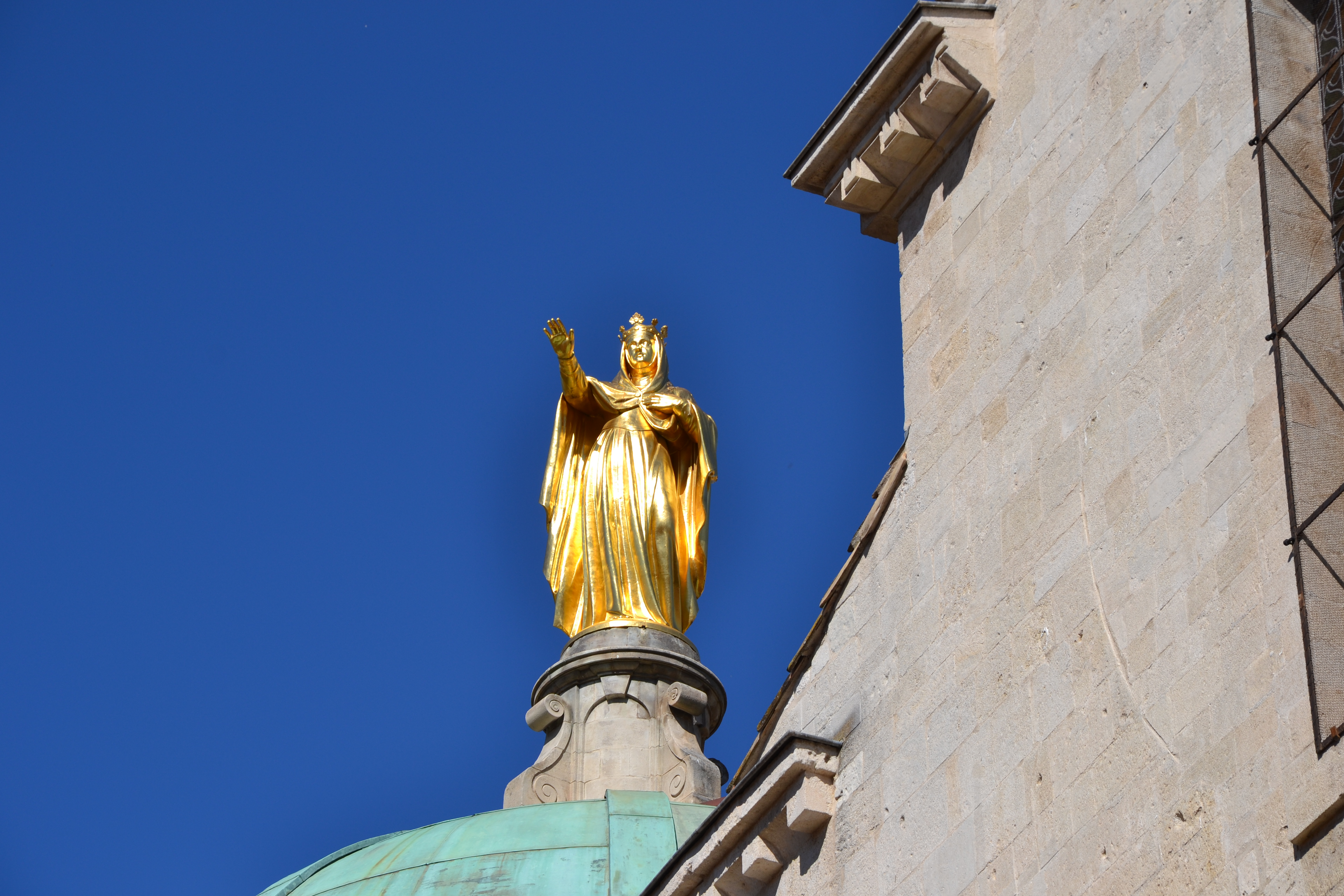
Statue de sainte Anne sur la coupole de la cathédrale Sainte-Anne d'Apt où se trouvent ses reliques

- Cernunnos est un dieu important de la mythologie gauloise. Il est toujours lié au cerf, dont il a d'abord la forme dans les représentations les plus anciennes puis il en est dissocié physiquement, se tenant à ses côtés. Plusieurs saints bretons sont représentés ainsi et sont probablement des formes christianisées du dieu : saint Théleau, saint Edern et saint Cornély, dont la formation du nom n'est pas sans rappeler celle de Cernunnos.
- Ana ou Dana, la déesse mère, aurait vu son culte christianisé et devenir celui de sainte Anne, sainte protectrice de la Bretagne[23].

### Les fêtes druidiques
- La fête de Imbolc serait devenue la Chandeleur[24].
- La fête de Beltaine serait devenue la fête de Walpurgis, mais aurait aussi influencé la tradition des feux de la Saint-Jean.

Feu de la saint Jean au fort de Vézelois

### Les druides
Les druides étaient les dirigeants spirituels, les chefs religieux de leur royaume. Ils avaient aussi les fonctions de transmettre le savoir par tradition orale.

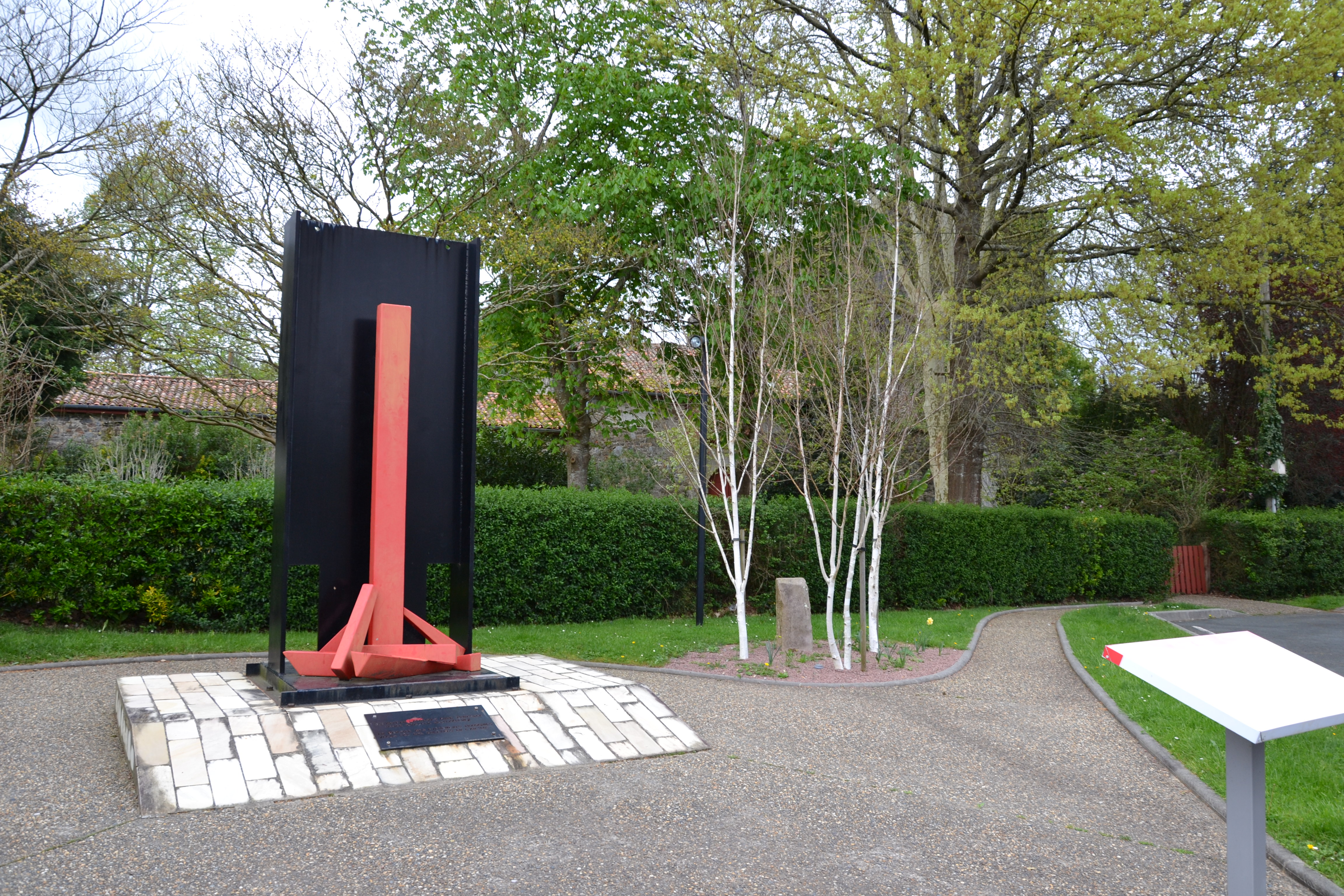
Sculpture en hommage aux sorcières de Saint-Pée-sur-Nivelle et du Labourd brûlées en 1609

- Les filid auraient été des poètes irlandais qui auraient quitté la vie des druides pour adopter la religion chrétienne et se consacrer à la littérature.
- Les sorcières du Moyen Âge, seraient dans la continuité des druides. Leurs fêtes aux solstices et aux équinoxes ne sont pas sans rappeler les coutumes antiques. Par ailleurs, la description du « démon » qu'elles invoquaient peut se rapprocher du dieu cornu de la mythologie gauloise Cernunnos. Les pratiques de création de remèdes par la nature et la « magie » est aussi à comparer. Selon Myriam Philibert, la tradition druidique a sûrement trouvé continuité chez les femmes plutôt que les hommes et leur enseignement a pu se perpétuer au Moyen Âge. Ces traditions n'ont cependant jamais été incorporées ou transformées au sein du christianisme.

## Religion nordique
La religion nordique était celle des peuples germains et scandinaves.

### Les lieux de culte
Notre-Dame de l'Ortiguière est une chapelle rurale située sur la commune du Revest-du-Bion dans le département des Alpes-de-Haute-Provence. Construite au XIIIe siècle, elle fut détruite par deux fois. De la chapelle romane initiale restent uniquement quatre consoles en forme de têtes d’atlante dans lesquelles des archéologues ont reconnu une influence de la mythologie scandinave. Ce lieu de culte servit, à partir du XVIIe siècle, de sanctuaire à répit. « Ces quatre têtes sont d'une diversité technique et d'une richesse symbolique tout à fait remarquables », d'autant qu'il est à souligner que leurs thèmes se rattachent à la mythologie scandinave, « cas unique et inexplicable en pays méditerranéen ».

Chapiteaux sculptés en forme de têtes humaines se rattachant à la mythologie scandinave
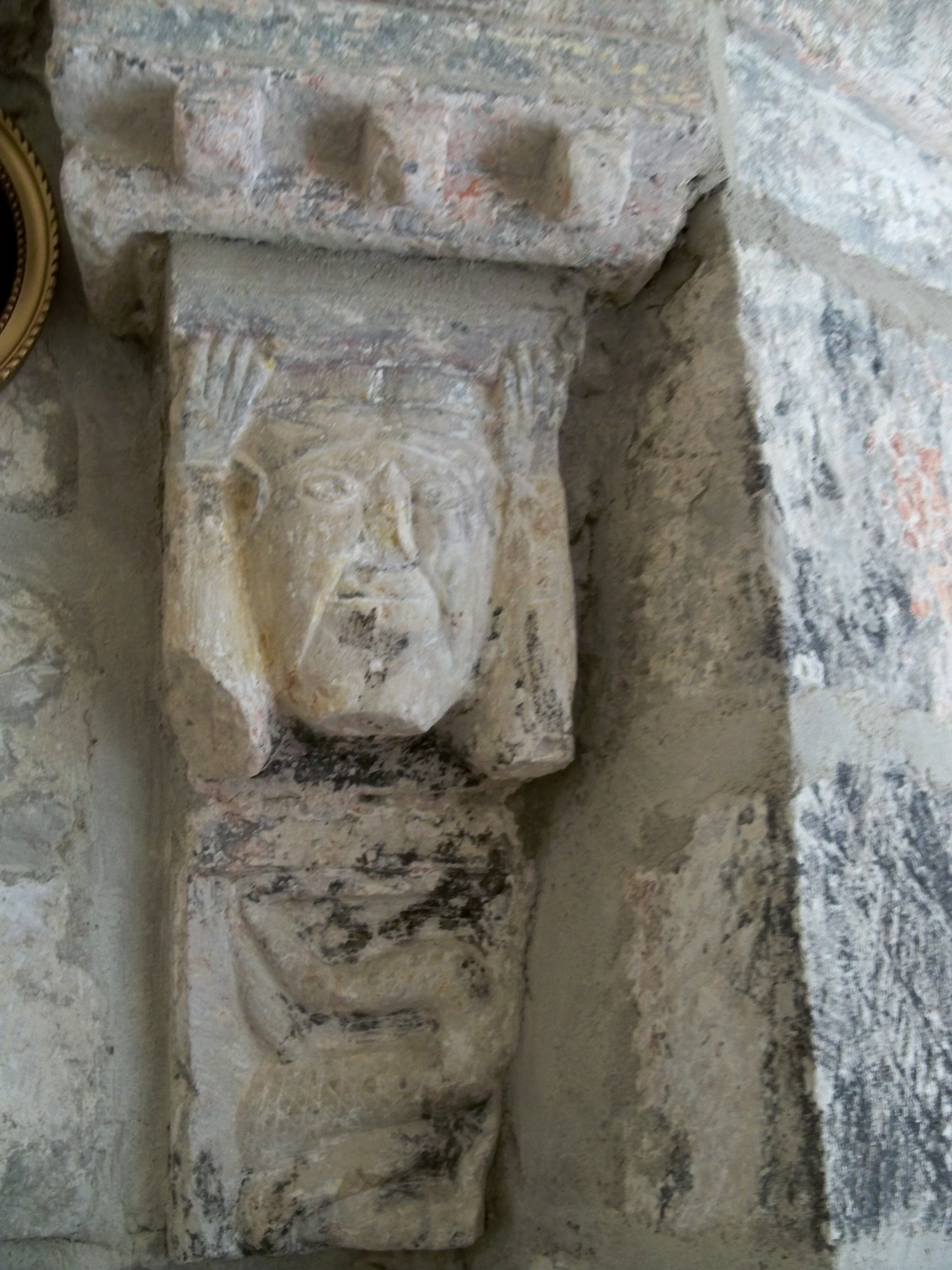
Paysan, vêtu d'un bliaud, enfonçant un épieu dans la gueule d'un énorme dragon
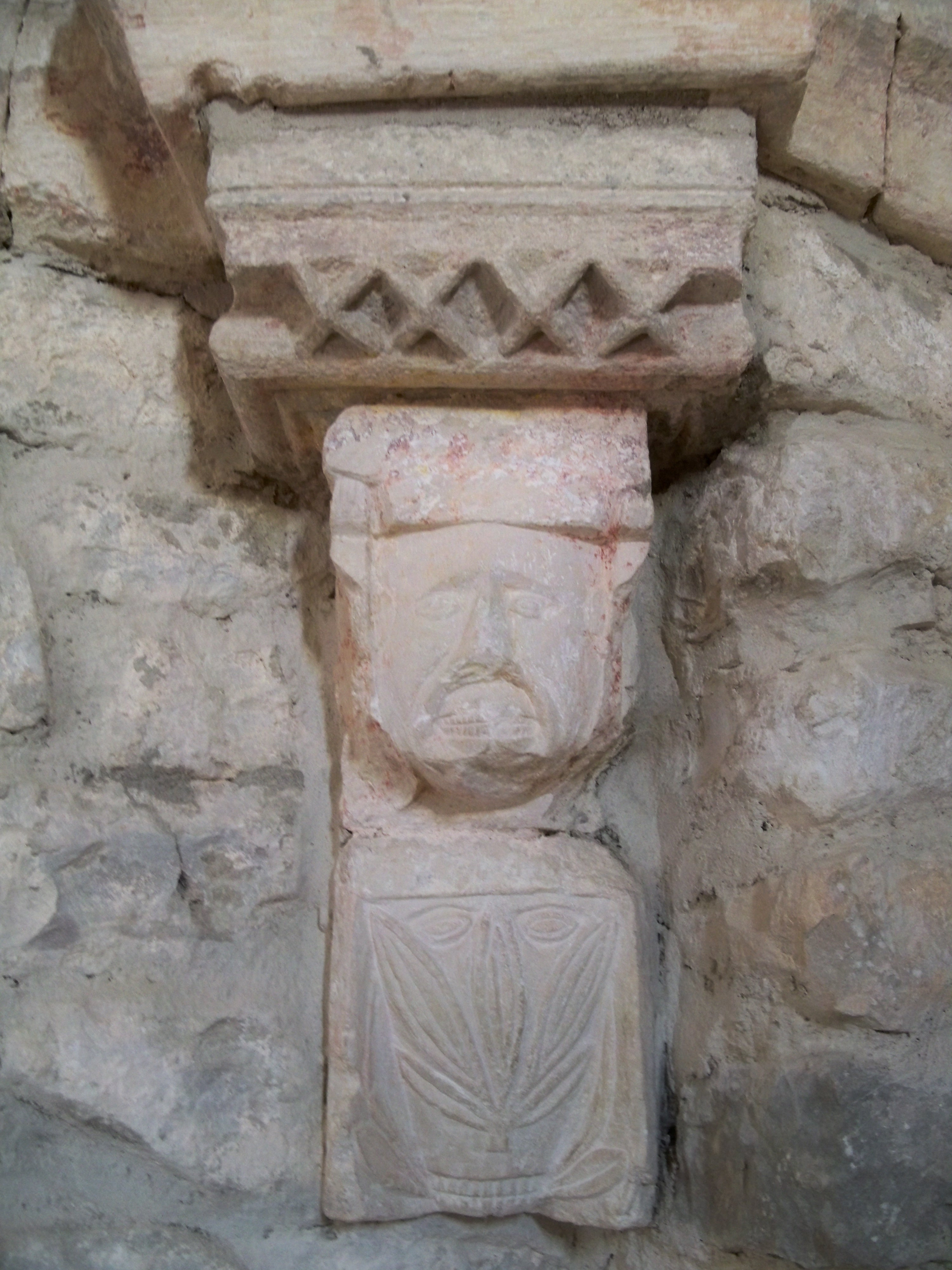
Face humaine crispée provenant d'une métamorphose végétale
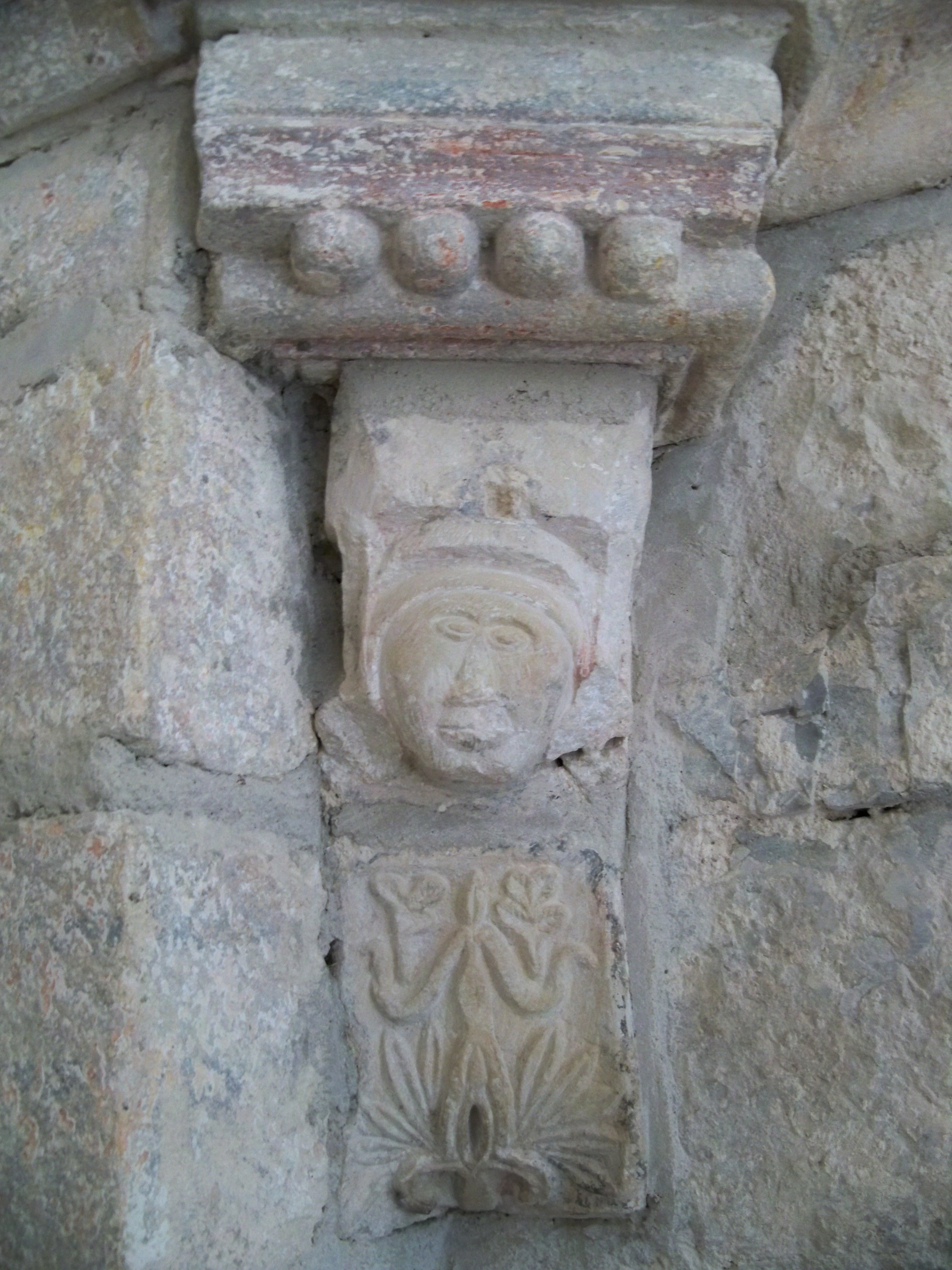
Figure féminine naissant de l'arbre de vie
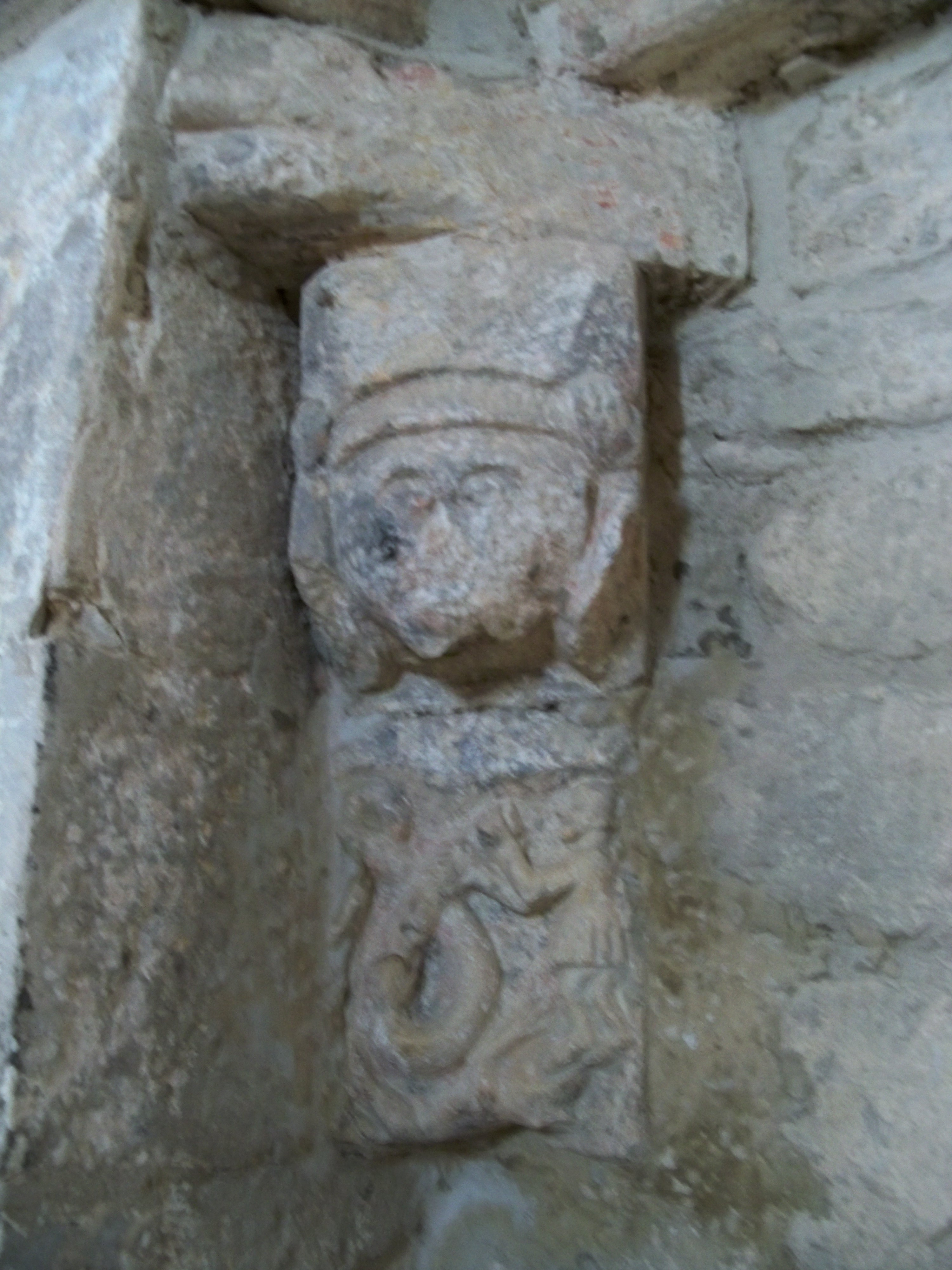
Serpent, symbole du Mal, lové sur lui-même

Les nervures qui supportent la voûte s'appuient sur quatre tailloirs, sommairement décorés de boules, de cubes ou d'étoiles en relief. Ils sont portés par des consoles où l'on reconnait « deux visages d'hommes carrés, burinés et rudes, et deux visages de femmes tout en rondeur et en finesse, supportant maladroitement de leurs bras le poids d'une voûte qui les écrase ».

### Les fêtes
- Yule, fête nordique du solstice d'hiver, est comparée au Noël chrétien et au Sol Invictus romain.

### Les noms des jours
Par interpretatio germanica, dans les langues germaniques (anglais, allemand…), les jours de la semaine portent les noms des dieux importants du panthéon nordique : Monday (lundi) de moon (lune) ; Tuesday dédié à Týr ; Wednesday à Wotan ; Thursday à Thor ; Friday pour la déesse Frigg.